# Zeta del Centaure

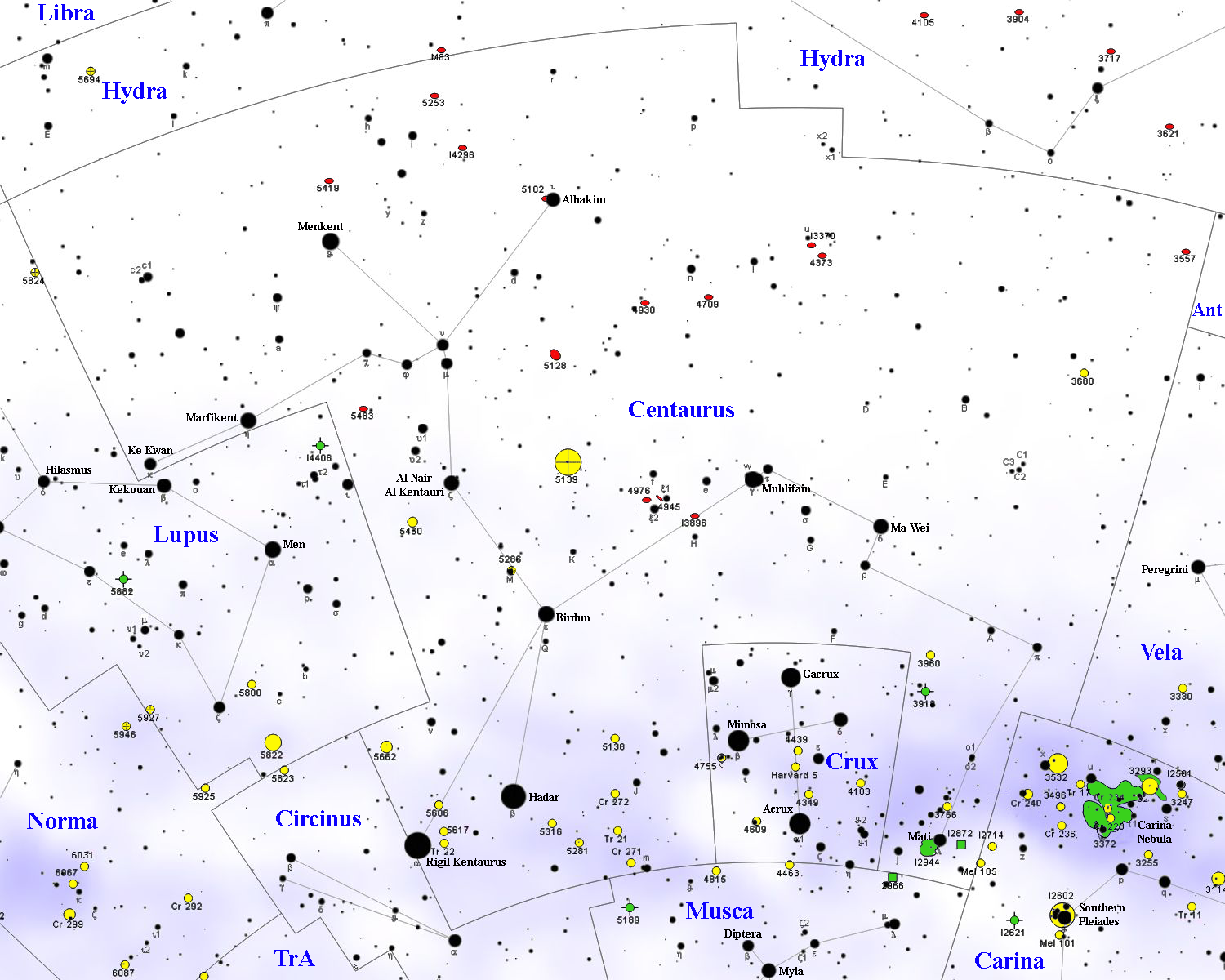
Zeta Centauri a la seva constel·lació

Zeta del Centaure (ζ Centauri) és una estrella a la constel·lació de Centaure de magnitud aparent +2,55.Considerada en el passat membre de l'Associació estel·lar Centaurus Superior-Lupus, avui es pensa que no en forma part. Es troba a 385  anys llum de distància del sistema solar.
Zeta del Centaure és una estrella blanca-blavosa de tipus espectral B2.5 IV classificada com subgegant, si bé les seves característiques físiques s'ajusten més a una estrella de la seqüència principal d'uns 20 milions d'anys en el nucli encara té lloc la  fusió d'hidrogen. Estrella calenta i lluminosa, la seva temperatura és de més de 21.000  K i la seva lluminositat, inclosa la radiació ultraviolada emesa, 7100 vegades més gran que el Sol. Aquests paràmetres permeten estimar la seva massa en 9  masses solars, en el límit d'acabar els seus dies com una supernova o com una nana blanca massiva.
Com altres estrelles similars, Zeta Centauri rota a gran velocitat igual o superior a 225 km/s, sent el seu període orbital inferior a dia i mig.
Zeta del Centaure és una estrella binària espectroscòpica, estant els seus dos components tan properes que només s'han detectat per  espectroscòpia. El seu període orbital és de 8,02 dies. Res se sap sobre Zeta Centauri B, si la massa d'aquesta fos la meitat de la component A, la separació entre ambdues seria de 0,19  UA.